# York megye (Virginia)
York megye az Amerikai Egyesült Államokban, azon belül Virginia államban található. Megyeszékhelye Yorktown, legnagyobb városa Bethel Manor. Lakosainak száma 70 045 fő (2020. április 1.). York megye Gloucester, Williamsburg, James City, Newport News, Hampton, Poquoson és Mathews megyékkel határos.

## Népesség
A megye népességének változása:
| Lakosok száma | 65 188 | 66 067 | 66 090 | 66 269 | 67 837 | 70 045 |
|               | 2010   | 2011   | 2012   | 2013   | 2015   | 2020   |